# Либштат
Либштат (њем. Liebstadt) град је у њемачкој савезној држави Саксонија. Једно је од 41 општинског средишта округа Зексише Швајц-Остерцгебирге. Према процјени из 2010. у граду је живјело 1.357 становника. Посједује регионалну шифру (AGS) 14628230.

## Географски и демографски подаци
Либштат се налази у савезној држави Саксонија у округу Зексише Швајц-Остерцгебирге. Град се налази на надморској висини од 220–595 метара. Површина општине износи 37,4 km². У самом граду је, према процјени из 2010. године, живјело 1.357 становника. Просјечна густина становништва износи 36 становника/km².